# Извеков, Иван Васильевич
Иван Васильевич Извеков — советский теннисист и тренер по настольному теннису. Заслуженный тренер РСФСР (1960).
Родился в 1911 году в Курской области. Участник Великой Отечественной войны. В 1953 году, после прошедшего в Калуге чемпионата СССР, основал кружок настольного тенниса при калужском Дворце пионеров. Среди известных воспитанников Извекова Геннадий Аверин, Валентина Ефремова, Нина Баранова, Людмила Елисеева, Анатолий Кобцев, Сергей Таиров, Евгений Никитин, Татьяна и Сергей Лысенковы, Лидия Тарасова, Владимир и Игорь Извековы, сыновья тренера, побеждавшие на многих региональных, международных и всесоюзных соревнованиях.
Много лет в Калуге проходит турнир по настольному теннису памяти Заслуженного тренера РСФСР Ивана Извекова.